# Psoloessa texana
Psoloessa texana es una especie de saltamontes de la subfamilia Gomphocerinae, familia Acrididae. Esta especie se distribuye en Norteamérica (Estados Unidos y México).